# رودولف كوس
رودولف كوس (23 فبراير 1915 – 3 يوليو 2006) هو ملاكم تشيكوسلوفاكي راحل، مثّل بلاده في الألعاب الأولمبية الصيفية 1936.

## روابط خارجية
رودولف كوس على موقع أوليمبيديا (الإنجليزية)
- رودولف كوس على موقع اللجنة الأولمبية التشيكية (التشيكية)